# Zuiderburen (Westerkwartier)
Zuiderburen is een streekje in de gemeente Westerkwartier in de Nederlandse provincie Groningen. Het ligt direct ten zuiden van Zuidhorn, aan de Zuiderweg, die van het dorp met een haakse bocht naar het Hoendiep loopt. Net als bij Noorderburen verwijst de naam naar de ligging van de boerderijen ('buren' is een verbastering van 'boeren', net als bijvoorbeeld bij Vierburen) ten opzichte van een dorp, in dit geval Zuidhorn.